# Ludwig Ramelsberger
Ludwig Ramelsberger (* 6. August 1899 in Passau; † 22. Januar 1965 in Vilshofen an der Donau) war ein deutscher Politiker der CSU.

## Leben
Ramelsberger besuchte die Volks-, Real- und Handelsschule und ließ sich danach zum Kaufmann im Industrieunternehmen ausbilden. Nachdem er Soldat im Ersten Weltkrieg war, arbeitete er in mehreren Firmen als kaufmännischer Angestellter, Buchhalter und Prokurist. Von 1929 bis 1935 leitete er die Zweigstelle Griesbach der Bank für Landwirtschaft und Gewerbe Vilshofen, danach stieg er dort zum Direktor und ersten Vorstand auf. Im Zweiten Weltkrieg wurde er als Soldat an der Westfront eingesetzt. 
Nach dem Krieg beteiligte er sich an der Gründung des CSU-Kreisverbandes Vilshofen, deren Vorsitzender er auch war. 1946 wurde er in Vilshofen sowohl in den Stadtrat als auch in den Kreistag gewählt, dort hatte er den Fraktionsvorsitz inne. Von 1946 bis 1948 amtierte er als zweiter Bürgermeister von Vilshofen. Er war zudem Dekanatsvorsitzender der Katholischen Aktion und gehörte dem Passauer Diözesansteuerausschuss an. Am 6. September 1953 rückte er für den ausgeschiedenen Hugo Geiger in den Bayerischen Landtag nach. In diesen wurde er bei den darauf folgenden Wahlen stets direkt im Stimmkreis Vilshofen-Landau an der Isar gewählt. Dem Landtag gehörte er bis zu seinem Tode an, sein Nachrücker war Josef Gallmeier.